# Iwan Małkin
Iwan Pawłowicz Małkin (ros. Ива́н Па́влович Ма́лкин, ur. 1899 we wsi Kuzminskoje w guberni riazańskiej, zm. 2 marca 1939) – funkcjonariusz radzieckich służb specjalnych, major bezpieczeństwa państwowego.

## Życiorys
Z pochodzenia Rosjanin. W 1909 skończył szkołę, pracował jako ślusarz. Od 1913 w Moskwie, od października 1917 do lutego 1918 żołnierz moskiewskiego oddziału Czerwonej Gwardii, od września 1918 członek RKP(b), w październiku-listopadzie 1918 żołnierz Armii Czerwonej w Bałaszowie. Od stycznia 1919 w organach Czeki, pracował w wydziałach specjalnych Czeki jednostek Armii Czerwonej, 1920 rezydent na tyłach białej armii i komisarz obrony w Noworosyjsku, 1921 przewodniczący miejskiej Czeki w Noworosyjsku, później w Kubańsko-Czarnomorskiej Obwodowej Czece, w latach 1922-1925 pełnomocnik Kubańsko-Czarnomorskiego Obwodowego Oddziału GPU/Kubańskiego Okręgowego Oddziału GPU. Od czerwca 1926 do 1928 szef Wydziału Kontrwywiadowczego Kubańskiego Okręgowego Oddziału GPU, 1928 szef Wydziału Kontrwywiadowczego Terskiego Okręgowego Oddziału GPU, 1929 funkcjonariusz Kałmuckiego Obwodowego Oddziału GPU, 1929-1931 szef Miejskiego Oddziału GPU w Taganrogu, w latach 1931-1933 pomocnik szefa Stawropolskiego Sektora Operacyjnego GPU, 1932 słuchacz trzymiesięcznych kursów kierowniczych funkcjonariuszy GPU. Od 1933 do kwietnia 1934 zastępca szefa Kubańskiego Sektora Operacyjnego GPU, od kwietnia 1934 do 27 lutego 1935 zastępca naczelnika 33 Oddziału Pogranicznego OGPU/NKWD w Soczi, od 27 lutego 1935 zastępca szefa, a od 27 stycznia 1936 do 28 września 1937 szef Miejskiego Oddziału NKWD w Soczi, 23 lutego 1936 mianowany kapitanem bezpieczeństwa państwowego, a 22 czerwca 1937 majorem bezpieczeństwa państwowego. Od 16 lipca do 28 września 1937 szef Wydziału 1 Zarządu Bezpieczeństwa Państwowego (UGB) Zarządu NKWD Kraju Azowsko-Czarnomorskiego, od 28 września 1937 do 2 grudnia 1938 szef Zarządu NKWD Kraju Krasnodarskiego. Deputowany do Rady Najwyższej ZSRR 1 kadencji.
2 grudnia 1938 aresztowany, 2 marca 1939 skazany na śmierć przez Wojskowe Kolegium Sądu Najwyższego ZSRR i rozstrzelany.

## Odznaczenia
- Order Czerwonego Sztandaru (28 grudnia 1927)
- Order Czerwonej Gwiazdy (3 lipca 1937)
- Medal jubileuszowy „XX lat Robotniczo-Chłopskiej Armii Czerwonej” (22 lutego 1938)
- Odznaka "Honorowy Funkcjonariusz Czeki/GPU (XV)" (4 lutego 1933)